# La Traversée de l'hiver
La Traversée de l'hiver est une pièce de théâtre de Yasmina Reza, créée le 6 octobre 1989, au Cado, Centre national de création d'Orléans, reprise au Théâtre national de la Colline à Paris du 9 janvier au 24 février 1990.

## Argument
C'est l'histoire de six personnages qui se retrouvent à la montagne. La pièce raconte donc les vacances des personnages. On apprend l'histoire des personnages. Bien vite on comprend que le dénommé Kurt Blensk, considéré ennuyeux, est isolé du reste du groupe. Finalement des passions se révèlent : Ariane tombe amoureuse de Avner mais celui-ci repousse ses avances ; Balint lui tombe amoureux d'Ariane qui ne lui donne pas plus satisfaction. Ensuite Avner se fait accompagner par Kurt mais celui-ci crève l'un de ses pneus et ne peut pas l'amener à temps pour son train. La pièce s'achève sur un désarroi global et l'arrivée de l'automne.
La pièce a reçu le Molière du spectacle en région en 1990.

## Distribution pour la création
- Pierre Vaneck : Avner
- Lucienne Hamon : Emma
- Martine Sarcey : Suzanne
- Michel Voïta : Balint
- Marianne Épin : Ariane
- Michel Robin : M. Blensk

- Mise en scène : Patrice Kerbrat
- Assistant : Jacques Connort
- Décors : Stefano Pieresi, construits Christian Dubuis
- Assistant : Édouard Laug
- Lumières : Jacky Lautem
- Costumes : Pascale Fournier